# Dragonica
Dragonica é um jogo de ação 3D side-scrolling MMORPG (massively multiplayer online role - playing game) por Barunson Interactive.Seu Desenvolvimento tem em curso desde Março de 2006. Tal como muitos jogos online, o funcionamento do Dragonica é relegada para os diferentes editores para as suas respectivas regiões.é um jogo eletrônico Free-To-Play com a possibilidade de adquirir cash (créditos) para utilizar em itens e roupas especiais.

## Desenvolvimento
ICEE's Chinese Dragonica teve sua versão 6 do Open Beta liberada em 24 de abril de 2009. A IAH GAMES e 8interactive's liberaram o Dragonica pela SEA-ANZ região está atualmente em Open Beta. Na gPotato Europa ocorreu o Closed Beta Test entre 13-22 de maio de 2009, e os serviços europeus começaram em 10 junho de 2009, em três idiomas: Inglês, Francês e Alemão.A Editora da versão norte-americana, THQ * ICE, foi recentemente concluída, a sua visualização e seu Closed Beta Test. Foram anunciados os preparativos para o seu Open Beta Test.

### Lista de lançamentos
| Região                                | Linguagem(ns)          | Publicador              | Alpha                              | Alpha #2                | Pre-CBT                             | CBT                                         | OBT                     | FULL                   |
| ------------------------------------- | ---------------------- | ----------------------- | ---------------------------------- | ----------------------- | ----------------------------------- | ------------------------------------------- | ----------------------- | ---------------------- |
| China                                 | Chinês                 | ICE Entertainment       | 19-27 de Março de 2008             | Julho de 2008           |                                     | 6 de Novembro de 2008                       | 26 de Fevereiro de 2009 |                        |
| Sul da Ásia, Austrália, Nova Zelândia | Inglês,Chinês          | IAHgames / 8interactive | Junho dia 14-15 de 2008            | Julho dia 24-28 de 2008 | Fevereiro dia 13-14 & 20-21 de 2009 | Maio dia 7-18 de 2009                       | Junho dia 4 de 2009     |                        |
| Taiwan, Hong Kong, Macau              | Chinês Tradicional     | GameFlier               |                                    |                         |                                     |                                             | Maio dia 25 de 2009     |                        |
| Europa                                | Inglês, Francês,Alemão | gPotato Europe          |                                    |                         |                                     | Maio dia 13-22 de 2009                      | June 10, 2009           |                        |
| América do Norte                      | Inglês                 | THQ*ICE                 | Março dia 30 - Abril dia 1 de 2009 |                         | Maio de 29 de 2009                  | Junho dia 30 de 2009 - Julho dia 14 de 2009 |                         | Q3 2009                |
| Coreia do Sul                         | Coreano                | PlayNC                  |                                    |                         |                                     | Abril dia 17-23 de 2008                     |                         |                        |
| Brasil                                | Português-BR           | Gamemaxx                |                                    |                         |                                     | Agosto dia 31 de 2012                       | Outubro dia 11 de 2012  | Outubro dia 25 de 2012 |